# Rathaus (Penzberg)

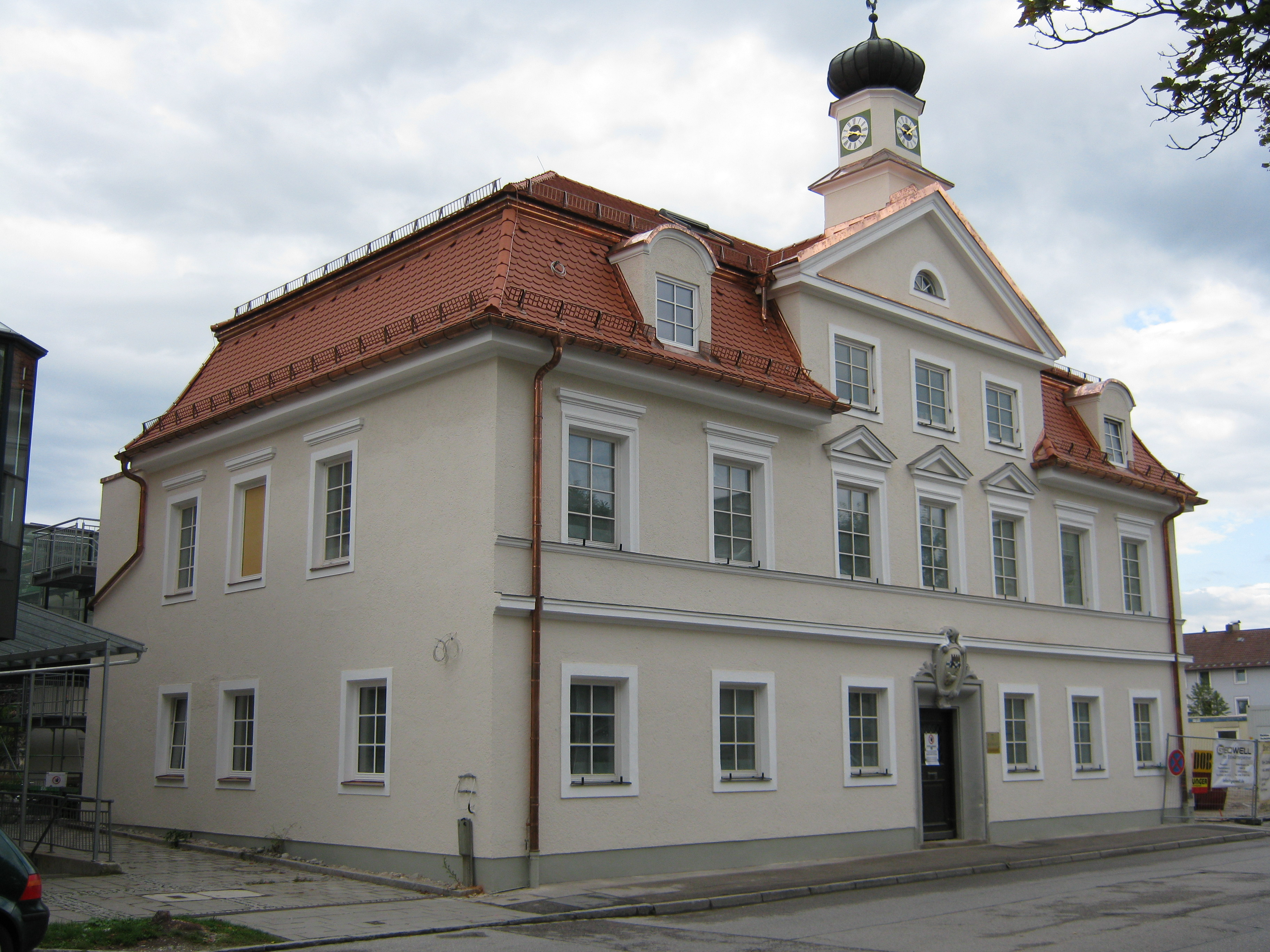
Rathaus in Penzberg von Osten

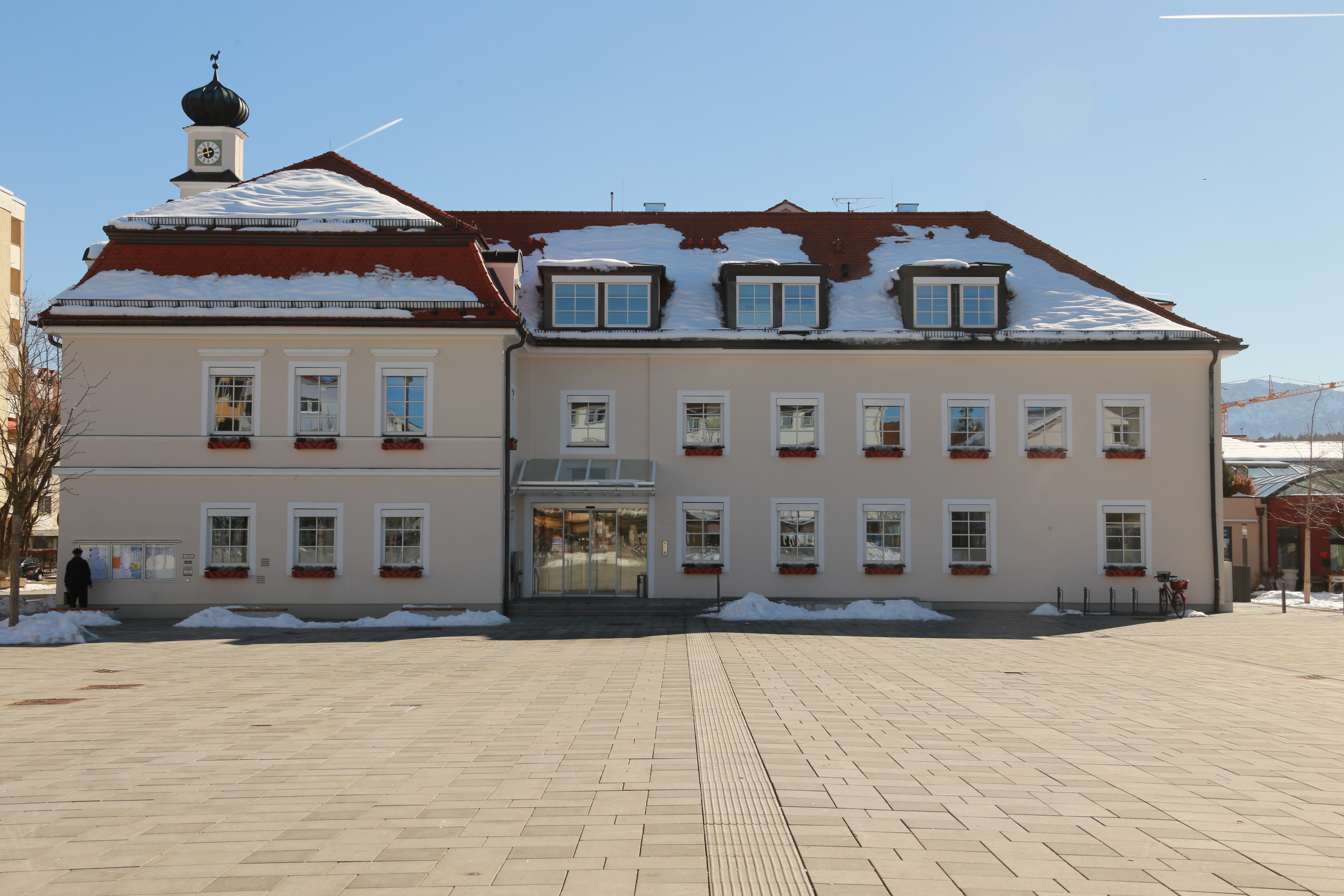
Nordwestansicht

Das Rathaus in Penzberg, einer Stadt im oberbayerischen Landkreis Weilheim-Schongau, wurde 1880 errichtet. Das Rathaus an der Karlstraße 25 ist ein geschütztes Baudenkmal.
Der zweigeschossige Mansarddachbau mit giebelbekröntem Zwerchhaus und Dachreiter wurde als Wohnhaus errichtet und 1921 von Josef Linder in neubarocken Formen zum Rathaus umgebaut und erweitert. Das Innere wurde später teilweise erneuert.
Über dem Eingang ist in einer Kartusche das Wappen der Stadt Penzberg angebracht.
Am 18. August 2009 kam es zu einem Brand im Rathaus, bei dem der gesamte Dachstuhl zerstört wurde. Das Gebäude wurde – im Inneren modernisiert – bis Dezember 2011 für ca. drei Millionen Euro wieder aufgebaut.